# Fédération vénézuélienne de basket-ball
Pour les articles homonymes, voir FVB.
La Fédération vénézuélienne de basket-ball, (Federación Venezolana de Baloncesto ou FVB) est une association, fondée en 1938, chargée d'organiser, de diriger et de développer le basket-ball au Venezuela.
La Fédération représente le basket-ball auprès des pouvoirs publics ainsi qu'auprès des organismes sportifs nationaux et internationaux et, à ce titre, le Venezuela dans les compétitions internationales. Elle défend également les intérêts moraux et matériels du basket-ball vénézuélien. Elle est affiliée à la FIBA depuis 1938, ainsi qu'à la FIBA Amériques.
La Fédération organise également le championnat national.